# Ragalna
Ragalna település Olaszországban, Szicília régióban, Catania megyében. Lakosainak száma 4204 fő (2023. január 1.). Ragalna Belpasso, Biancavilla, Santa Maria di Licodia és Paternò községekkel határos.

## Népesség
A település lakossága az elmúlt években az alábbi módon változott:
| Lakosok száma | 3963 | 3960 | 4204 |
|               | 2017 | 2018 | 2023 |